# Paxillus
Paxillus Paxillus là một chi nấm mà hầu hết được biết là độc hoặc không ăn được. Các loài bao gồm PPaxillus involutus và Paxillus vernalis. Hai loài trước đây trong chi này—Tapinella panuoides và Tapinella atrotomentosa—, hiện đã được chuyển sang chi Tapinella có liên quan trong họ Tapinellaceae.

## Khả năng ăn được
Mặc dù Paxillus invutus trong quá khứ đã bị coi là ăn được, nhưng hiện tại nó được biết là độc và có liên quan đến một số trường hợp tử vong được ghi nhận. Các vụ ngộ độc chết người dường như là do ăn nấm sống.

## Các loài
Tính đến  tháng 10 năm 2018, Index Fungorum liệt kê 38 loài trong chi Paxillus:
- Paxillus albidulus
- Paxillus amazonicus
- Paxillus ammoniavirescens
- Paxillus atraetopus
- Paxillus brunneotomentosus
- Paxillus chalybaeus
- Paxillus coffeaceus
- Paxillus defibulatus
- Paxillus fasciculatus
- Paxillus fechtneri
- Paxillus guttatus
- Paxillus gymnopus
- Paxillus hortensis
- Paxillus ianthinophyllus
- Paxillus involutus
- Paxillus ionipus
- Paxillus leoninus
- Paxillus maculatus
- Paxillus minutesquamulosus
- Paxillus obscurisporus
- Paxillus ochraceus
- Paxillus pahangensis
- Paxillus piperatus
- Paxillus polychrous
- Paxillus rhytidophyllus
- Paxillus robiniae
- Paxillus rubicundulus
- Paxillus scleropus
- Paxillus serbicus
- Paxillus squamosus
- Paxillus validus
- Paxillus velenovskyi
- Paxillus vernalis
- Paxillus yunnanensis
- Paxillus zerovae